# Nada de ti
«Nada de ti» es una canción interpretada por la cantante mexicana Paulina Rubio e incluida en su tercer álbum de estudio El Tiempo Es Oro (1995). Compuesta y producida por Marco Flores, la canción se estrenó como el segundo sencillo del álbum en marzo de 1995 bajo el sello EMI Music. 

## Videoclip
El video musical para «Nada de ti» fue dirigido por Raúl Estupiñan y producido por Diego Robledo en Miami, Florida. Éste con Paulina Rubio maquillándose y luciendo un vestido blanco y comienza a cantar, luego ve a su novio con otra mujer y ella le tira un vaso con agua a su novio, discute con él y se va recordando todo lo especial que pasó con él. En otra secuencia de escenas Paulina modela con vestido negro mientras canta.

## Formatos
- Sencillo en CD de  México

1. «Nada de ti» (Álbum Versión)
2. «Nada de ti» (Big Mix)

1. «Ti» (Álbum Versión)
2. «Te Daría Mi Vida» (Radio Mix)